# Formostenus decens
Formostenus decens är en stekelart som först beskrevs av Tosquinet 1903.  Formostenus decens ingår i släktet Formostenus och familjen brokparasitsteklar. Inga underarter finns listade i Catalogue of Life.